# La Bruyère (Francia)
La Bruyère è un comune francese di 207 abitanti situato nel dipartimento dell'Alta Saona nella regione della Borgogna-Franca Contea.

## Società

### Evoluzione demografica
Abitanti censiti